# Sotobō-Linie
| Sotobō-Linie         | Sotobō-Linie      |
| -------------------- | ----------------- |
| Zug der Sotobō-Linie |                   |
| Streckenlänge:       | 93,3 km           |
| Spurweite:           | 1067 mm (Kapspur) |
| Stromsystem:         | 1500 =            |
|                      |                   |

Die Sotobō-Linie (jap. 外房線, Sotobō-honsen) ist eine japanische Eisenbahnstrecke, die zwischen den Bahnhöfen Chiba und Awakamogawa in der  Präfektur Chiba verläuft und von der East Japan Railway Company (JR East) betrieben wird.

## Daten
- Länge: 93,3 km
- Spurweite: 1067 mm
- Anzahl der Stationen: 27